# Tisbe dilatata
Tisbe dilatata is een eenoogkreeftjessoort uit de familie van de Tisbidae. De wetenschappelijke naam van de soort is voor het eerst geldig gepubliceerd in 1949 door Klie.